# محاصره قیصریه (۲۶۰)
محاصره قیصریه نبردی است که بین امپراتوری ساسانی و امپراتوری روم که در سال ۲۶۰ میلادی درگرفت. بعد از پیروزی در نبرد ادسا، شاپور یکم با سپاهش این شهر را به محاصره گرفت و بعد از نفوذ به دیوارهای شهر، قیصریه را تسخیر و ساکنان رومی شهر را اخراج کرد.

## محاصره
قیصریه یک شهر بزرگ با جمعیتی بالغ بر ۴۰۰هزار نفری بود. ساسانیان وقتی که شهر را به محاصره درآوردند، قادر به نفوذ در شهر نبودند زیرا ساکنان آن شجاعانه در حال مقاومت بودند و فرماندهی آن‌ها را ژنرالی باهوش و جنگجو به نام دموستن بر عهده داشت.
در حین محاصره ساسانیان یک رومی را به اسارت گرفته و او را شکنجه کردند تا راهی برای نفوذ به دیوارهای شهر را به آنان نشان دهند.

## اتفاقات بعد از تسخیر
ساسانیان در طول شب به قیصریه حمله بردند و تمام سربازان رومی را از دم تیغ گذراندند. اما دموستن با اینکه در محاصره ساسانیان بود، بر اسب خود سوار شد و شروع به پریدن کرد و همچنین شمشیر خود را نیز بالا کشید. در این حین ساسانیان شروع به تیراندازی به وی کردند اما او موفق به فرار از شهر شد.
به گفتهٔ پرسی سایکس: "شاپور قیصریه، بزرگ‌ترین شهر کاپادوکیه را تسخیر کرد. اما به دلیل فقدان یک ارتش دائمی برای این شهر، هیچ تلاشی برای ساماندهی و اداره و حتی حفظ فتوحات خود نکرد. او صرفاً با شدت وحشیانه‌ای به کشتن و ویران کردن شهر دست زد."